# Großes Wiesbachhorn
Großes Wiesbachhorn är en bergstopp i Österrike. Den ligger i distriktet Zell am See och förbundslandet Salzburg, i den centrala delen av landet. Toppen på Großes Wiesbachhorn är 3 564 meter över havet.
Den högsta punkten i närheten är Grossglockner, 3 798 meter över havet, 9,4 km sydväst om Großes Wiesbachhorn.
I omgivningarna runt Großes Wiesbachhorn förekommer i huvudsak kala bergstoppar och isformationer.